# Liste der Universitäten in Pennsylvania
Liste von Universitäten und Colleges im US-Bundesstaat Pennsylvania:

## A
- Albright College
- Allegheny College
- Alvernia College
- American College
- Arcadia University

## B
- Baptist Bible College
- Bloomsburg University of Pennsylvania
- Bryn Mawr College
- Bucknell University

## C
- Cabrini College
- California University of Pennsylvania
- Carlow University
- Carnegie Mellon University
- Cedar Crest College
- Central Pennsylvania College
- Chatham College
- Chestnut Hill College
- Cheyney University of Pennsylvania
- Clarion University of Pennsylvania
- College Misericordia
- Curtis Institute of Music

## D
- Delaware Valley College
- DeSales University
- Dickinson College
- Drexel University
- Duquesne University

## E
- East Stroudsburg University of Pennsylvania
- Eastern University
- Edinboro University of Pennsylvania
- Elizabethtown College

## F
- Franklin & Marshall College

## G
- Gannon University
- Geneva College
- Gettysburg College
- Gratz College
- Grove City College
- Gwynedd Mercy College

## H
- Harrisburg University of Science and Technology
- Haverford College
- Holy Family University

## I
- Immaculata University
- Indiana University of Pennsylvania

## J
- Juniata College
- Johnson College

## K
- Keystone College
- King’s College
- Kutztown University of Pennsylvania

## L
- La Roche College
- Lafayette College
- Lancaster Bible College
- LaSalle University
- Lebanon Valley College
- Lehigh University
- Lincoln University
- Lock Haven University of Pennsylvania
- Lycoming College

## M
- Manor College
- Mansfield University of Pennsylvania
- Marywood University
- Mercyhurst University
- Messiah College
- Millersville University of Pennsylvania
- Moore College of Art and Design
- Moravian College
- Mount Aloysius College
- Muhlenberg College

## N
- Neumann College

## P
- Peirce College
- Pennsylvania College of Art and Design
- Pennsylvania College of Optometry
- Pennsylvania College of Podiatric Medicine
- Pennsylvania State University
  - Penn State Abington
  - Penn State Altoona
  - Penn State Beaver
  - Penn State Berks
  - Penn State College of Medicine
  - Penn State Delaware County
  - Penn State Dickinson School of Law
  - Penn State DuBois
  - Penn State Erie
  - Penn State Fayette
  - Penn State Harrisburg
  - Penn State Hazleton
  - Penn State Lehigh Valley
  - Penn State McKeesport
  - Penn State Mont Alto
  - Penn State New Kensington
  - Penn State Schuylkill
  - Penn State Shenango
  - Penn State Wilkes-Barre
  - Penn State Worthington Scranton
  - Penn State York
  - Pennsylvania College of Technology
- Pennsylvania Institute of Technology
- Philadelphia Biblical University
- Philadelphia College of Osteopathic Medicine
- Philadelphia University
- Pittsburgh Institute of Mortuary Science
- Point Park University

## R
- Robert Morris University
- Rosemont College

## S
- Saint Francis University
- Saint Joseph’s University
- Saint Vincent College
- Seton Hill University
- Shippensburg University of Pennsylvania
- Slippery Rock University of Pennsylvania
- Susquehanna University
- Swarthmore College

## T
- Temple University
- Thiel College
- Thomas Jefferson University

## U
- United States Army War College
- University of Pennsylvania
- University of Pittsburgh
  - University of Pittsburgh at Bradford
  - University of Pittsburgh at Greensburg
  - University of Pittsburgh at Johnstown
  - University of Pittsburgh at Titusville
- University of Scranton
- University of the Arts
- University of the Sciences in Philadelphia
- Ursinus College

## V
- Villanova University

## W
- Washington & Jefferson College
- Waynesburg College
- West Chester University of Pennsylvania
- Westminster College
- Widener University
- Wilkes University
- Wilson College

## Y
- York College of Pennsylvania